# Breiðablik Kópavogur
Maillots
Actualités
Le Breiðablik Kópavogur est un club islandais omnisports  basé à Kópavogur, dans la banlieue de Reykjavik. Sa section de football féminin est la plus célèbre. Sa section masculine s'est pourtant illustrée en remportant le Championnat d'Islande de football en 2010 et 2022.
L'équipe masculine de football est connue pour ses fréquents aller-retour entre la première et la deuxième division. Elle a néanmoins plus récemment connu un succès inattendu en remportant la Coupe d'Islande de football en 2009 et le titre de champion d'Islande de football en 2010 et 2022.
L'équipe féminine de football est la plus titrée du pays (18 titres de champion, 20 finales de Coupes dont 12 victorieuses).

## Étymologie
Dans la mythologie scandinave, Brei∂ablik est le repaire du dieu Baldr.

## Historique
- 1950 : fondation du club
- 1971 : première saison du club en première division
- 2010 : premier titre de champion d'Islande du club
- 2011 : première participation du club à la Ligue des Champions
- 2022 : second titre de champion d'Islande du club
- 2023 : première participation du club à une phase de groupe d'une compétition européenne (Ligue Europa Conférence)

## Équipe masculine

### Palmarès
- Championnat d'Islande
  - Champion (3) : 2010, 2022 et 2024
  - Vice-champion (5) : 2012, 2015, 2018, 2019 et 2021

- Coupe d'Islande
  - Vainqueur (1) : 2009
  - Finaliste (2) : 1971 et 2018

- Coupe de la Ligue islandaise
  - Vainqueur (3) : 2013, 2015, 2024
  - Finaliste (4) : 1996, 2009, 2010, 2014

- Supercoupe d'Islande
  - Vainqueur (1) : 2023
  - Finaliste (2) : 2010, 2011 et 2022

- Championnat d'Islande de deuxième division (1.deild karla)
  - Vainqueur (6) : 1970, 1975, 1979, 1993, 1998, 2005

### Bilan européen
L'équipe masculine réalise un beau parcours en Ligue Europa 2013-2014, atteignant le troisième tour de la compétition. Ils sont éliminés après la séance des tirs au but par les Kazakhs du FK Aktobe, après avoir sorti le FC Santa Coloma d'Andorre puis le club autrichien du Sturm Graz.
Légende
- Victoire ou qualification pour le tour suivant
- Match nul
- Défaite ou élimination de la compétition

Note : dans les résultats ci-dessous, le score du club est toujours donné en premier
| Saison    | Compétition             | Tour              | Club                    | Domicile | Extérieur | Total             |
| --------- | ----------------------- | ----------------- | ----------------------- | -------- | --------- | ----------------- |
| 2010-2011 | Ligue Europa            | Deuxième tour Q   | Motherwell FC           | 0 - 1    | 0 - 1     | 0 - 2             |
| 2011-2012 | Ligue des champions     | Deuxième tour Q   | Rosenborg BK            | 2 - 0    | 0 - 5     | 2 - 5             |
| 2013-2014 | Ligue Europa            | Premier tour Q    | FC Santa Coloma         | 4 - 0    | 0 - 0     | 4 - 0             |
| 2013-2014 | Ligue Europa            | Deuxième tour Q   | Sturm Graz              | 0 - 0    | 1 - 0     | 1 - 0             |
| 2013-2014 | Ligue Europa            | Troisième tour Q  | FK Aktobe               | 1 - 0 ap | 0 - 1     | 1 - 1 (1 - 2 tab) |
| 2016-2017 | Ligue Europa            | Premier tour Q    | FK Jelgava              | 2 - 3    | 2 - 2     | 4 - 5             |
| 2019-2020 | Ligue Europa            | Premier tour Q    | FC Vaduz                | 0 - 0    | 1 - 2     | 1 - 2             |
| 2020-2021 | Ligue Europa            | Premier tour Q    | Rosenborg BK            | N/A      | 2 - 4     | 2 - 4             |
| 2021-2022 | Ligue Europa Conférence | Premier tour Q    | Racing Union Luxembourg | 3 - 2    | 2 - 0     | 5 - 2             |
| 2021-2022 | Ligue Europa Conférence | Deuxième tour Q   | Austria Vienne          | 2 - 1    | 1 - 1     | 3 - 2             |
| 2021-2022 | Ligue Europa Conférence | Troisième tour Q  | Aberdeen FC             | 2 - 3    | 1 - 2     | 3 - 5             |
| 2022-2023 | Ligue Europa Conférence | Premier tour Q    | UE Santa Coloma         | 4 - 1    | 1 - 0     | 5 - 1             |
| 2022-2023 | Ligue Europa Conférence | Deuxième tour Q   | Budućnost Podgorica     | 2 - 0    | 1 - 2     | 3 - 2             |
| 2022-2023 | Ligue Europa Conférence | Troisième tour Q  | İstanbul Başakşehir     | 1 - 3    | 0 - 3     | 1 - 6             |
| 2023-2024 | Ligue des champions     | Tour préliminaire | SP Tre Penne            | 7 - 1    | 7 - 1     | 7 - 1             |
| 2023-2024 | Ligue des champions     | Tour préliminaire | Budućnost Podgorica     | 5 - 0    | 5 - 0     | 5 - 0             |
| 2023-2024 | Ligue des champions     | Premier tour Q    | Shamrock Rovers         | 2 - 1    | 1 - 0     | 3 - 1             |
| 2023-2024 | Ligue des champions     | Deuxième tour Q   | FC Copenhague           | 0 - 2    | 3 - 6     | 3 - 8             |
| 2023-2024 | Ligue Europa            | Troisième tour Q  | Zrinjski Mostar         | 1 - 0    | 2 - 6     | 3 - 6             |
| 2023-2024 | Ligue Europa Conférence | Barrages Q        | Struga Trim-Lum         | 1 - 0    | 1 - 0     | 2 - 0             |
| 2023-2024 | Ligue Europa Conférence | Groupe B          | KAA La Gantoise         | 2 - 3    | 0 - 5     | Quatrième         |
| 2023-2024 | Ligue Europa Conférence | Groupe B          | Maccabi Tel-Aviv        | 1 - 2    | 2 - 3     | Quatrième         |
| 2023-2024 | Ligue Europa Conférence | Groupe B          | Zorya Louhansk          | 0 - 1    | 0 - 4     | Quatrième         |
| 2024-2025 | Ligue Conférence        | Premier tour Q    | GFK Tikveš              | 3 - 1    | 2 - 3     | 5 - 4             |
| 2024-2025 | Ligue Conférence        | Deuxième tour Q   | KF Drita                | 1 - 2    | 0 - 1     | 1 - 3             |
| 2025-2026 | Ligue des champions     | Premier tour Q    | Egnatia Rrogozhinë      | 5 - 0    | 0 - 1     | 5 - 1             |
| 2025-2026 | Ligue des champions     | Deuxième tour Q   | Lech Poznań             | 0 - 1    | 1 - 7     | 1 - 8             |
| 2025-2026 | Ligue Europa            | Troisième tour Q  | Zrinjski Mostar         | 1 - 2    | 1 - 1     | 2 - 3             |
| 2025-2026 | Ligue Conférence        | Barrages Q        | AC Virtus               | -        | -         | -                 |

## Équipe féminine

### Palmarès
- Championnat d'Islande
  - Champion  (18) : 1977, 1979, 1980, 1981, 1982, 1983, 1990, 1991, 1992, 1994, 1995, 1996, 2000, 2001, 2005, 2015, 2018 et 2020
  - Vice-champion (12) : 1976, 1978, 1985, 1986, 1993, 1997, 1999, 2002, 2009, 2014, 2016, 2017 et 2019

- Coupe d'Islande
  - Vainqueur (12) : 1981, 1982, 1983, 1994, 1996, 1997, 1998, 2000, 2005, 2013, 2016 et 2018
  - Finaliste (6) : 1986, 1992, 1999, 2001, 2006, 2009

- Coupe de la Ligue islandaise
  - Vainqueur (1) : 2019
  - Finaliste (3) : 2014, 2015 et 2016

- Supercoupe d'Islande
  - Vainqueur (4) : 2014, 2016, 2017 et 2019